# الطريق إلى الجحيم
الطريق إلى الجحيم (بالكورية: 지옥) هو مسلسل كوري جنوبي مبني على ويبتونز الذي تحمل نفس الاسم، المسلسل من بطولة يو آه إن وكيم هيون جو. تم إصداره على نتفليكس في 19 نوفمبر 2021. صدر الموسم الثاني في 25 اكتوبر 2024.

## القصة
بعد ظهور كائنات غامضة من عالم آخر تبدأ بإرسال الأشخاص ⁦إلى⁩ ⁦الجحيم⁩ وبأبشع الطرق مما يتسبب في ظهور جماعة دينية تدعو لعقيدة جديدة مما أدى إلى ظهور جماعة أخرى مناهضة لهذا الفكر.

## الممثلون
- يوو أه ان بدور جيونغ جين سوو، هو رئيس الدين الجديد لطائفة سايجين ريهوي، يتحدث عن الظاهرة عندما تأتي ملائكة الموت من الجحيم ويعلن أنها وحي من الله، كما أنه يتمتع بكاريزما قوية وجانب غامض (الموسم 1).[7] كيم سونج تشيول - الموسم 2
  - بارك سانغ هون في دور جيونغ جين سو الصغير[8]
- بارك جونغ مين بدور باي يونج جاي، منتج درامي في محطة إذاعية.[9]
- كيم هيون جوو بدور المحامية مين هاي جين.[10]
- وون جين اه بدور سونغ سو هيون، زوجة باي يونغ جاي[11]
- يانغ إيك جون في دور جين كيونغ هون، محقق.
- كيم شين روك في دور بارك جونغ جا[12]
- كيم سونغ تشيول في دور جونغ جين سو[13]

- لي ري في دور جين هي جيونغ، ابنة جين كيونغ هون.[13]

### الموسم 2
- مون غيون يونغ[14]
- مون سو-ري
- جونغ جي سو بدور الملاك

## الإنتاج

### انتاج
في أبريل 2020، وافقت نتفليكس على إنتاج مسلسل أصلي مبني على ويب تون «هيل بوند»، من تأليف ورسم ايون سانغ هوه، وقع ايون مباشرة على إنتاج المسلسل، كما سيتولى إخراج المسلسل وسيكتب بجانب تشوي كيو سوك، بتنسيق مع فريق عمل استوديو كلي ماكس، التابع لقسم JTBC Studios.
في 24 سبتمبر 2022 ، اكدت نتفليكس عن وجود موسم الثاني. 

### طاقم
في أواخر يوليو، تم تأكيد بطولة يوو اه اين، بارك جونغ مين، كيم هيون جون، وون جين آه، يانغ ايك جون، كيم شين روك، ريو كيونغ سو، لي ري للمسلسل.

### الإصدار
عرض المسلسل لأول مرة في مهرجان تورنتو السينمائي الدولي 2021، عُرضت الحلقات الثلاث الأولى في قسم `` برايتايم '' في 9 سبتمبر 2021، وأصبحت أول دراما كورية تصل إلى المهرجان،  عرضت الحلقات الثلاث الأولى أيضًا في مهرجان بوسان السينمائي الدولي السادس والعشرين في قسم «على الشاشة» الذي تم إنشاؤه حديثًا في 7 أكتوبر 2021. وفي الدورة 65 لمهرجان لندن السينمائي BFI في قسم «التشويق» في 15 أكتوبر 2021. سيتم إصداره على شبكة نتفليكس في 19 نوفمبر 2021.

## روابط خارجية
- الطريق إلى الجحيم على موقع IMDb (الإنجليزية)
- الطريق إلى الجحيم على موقع ميتاكريتيك (الإنجليزية)
- الطريق إلى الجحيم على موقع روتن توميتوز (الإنجليزية)
- الطريق إلى الجحيم على موقع نتفليكس (الإنجليزية)
- الطريق إلى الجحيم على موقع ليتربوكسد (الإنجليزية)
- الطريق إلى الجحيم على موقع كينوبويسك (الروسية)
- الطريق إلى الجحيم على موقع ألو سيني (الفرنسية)
- الطريق إلى الجحيم على موقع قاعدة بيانات الفيلم (الإنجليزية)